# Slossonia rubrotincta
Slossonia rubrotincta är en fjärilsart som beskrevs av George Duryea Hulst 1898. Slossonia rubrotincta ingår i släktet Slossonia och familjen mätare. Inga underarter finns listade i Catalogue of Life.